# Mustafabəyli
Mustafabəyli è un comune dell'Azerbaigian situato nel distretto di Saatlı.